# Лісберг (Алабама)
Лісберг (англ. Leesburg) — місто (англ. town) в США, в окрузі Черокі штату Алабама. Населення — 911 особа (2020).

## Географія
Лісберг розташований за координатами 34°10′44″ пн. ш. 85°46′40″ зх. д. / 34.17889° пн. ш. 85.77778° зх. д. (34.178778, -85.777655).  За даними Бюро перепису населення США в 2010 році місто мало площу 16,67 км², з яких 16,62 км² — суходіл та 0,05 км² — водойми.

## Демографія
Згідно з переписом 2010 року, у місті мешкало 1027 осіб у 409 домогосподарствах у складі 298 родин. Густота населення становила 62 особи/км².  Було 663 помешкання (40/км²).
Расовий склад населення:
| - 96,5 % — білих - 1,1 % — чорних або афроамериканців - 0,1 % — вихідців з тихоокеанських островів |

До двох чи більше рас належало 1,9 %. Частка іспаномовних становила 1,3 % від усіх жителів.
За віковим діапазоном населення розподілялося таким чином: 23,5 % — особи молодші 18 років, 63,4 % — особи у віці 18—64 років, 13,1 % — особи у віці 65 років та старші. Медіана віку мешканця становила 40,4 року. На 100 осіб жіночої статі у місті припадало 103,4 чоловіків;  на 100 жінок у віці від 18 років та старших — 99,0 чоловіків також старших 18 років.
Середній дохід на одне домашнє господарство  становив 46 450 доларів США (медіана — 41 397), а середній дохід на одну сім'ю — 55 863 долари (медіана — 52 574). Медіана доходів становила 41 683 долари для чоловіків та 26 683 долари для жінок. За межею бідності перебувало 18,0 % осіб, у тому числі 24,7 % дітей у віці до 18 років та 11,1 % осіб у віці 65 років та старших.
Цивільне працевлаштоване населення становило 381 осіб. Основні галузі зайнятості: виробництво — 27,3 %, освіта, охорона здоров'я та соціальна допомога — 23,4 %, будівництво — 19,9 %.